# مازه‌سر
مازه‌سر (نام علمی: ') نام یک سرده از راسته ددکاوان است.